# Università di Belle Arti Mimar Sinan
L'Università di Belle Arti Mimar Sinan, o MSGSU (in turco Mimar Sinan Güzel Sanatlar Üniversitesi), è un'università statale con il suo campus principale nel quartiere di Fındıklı a Istanbul, in Turchia. Essa è intitolata al grande architetto ottomano Mimar Sinan. Le materie di insegnamento sono principalmente arti visive, architettura, arti dello spettacolo e musica. 
La scuola ha 4 facoltà (Architettura, Belle Arti, Scienze-Letteratura, Comunicazione), il Conservatorio di Stato di Istanbul, 3 istituti, un collegio e una scuola professionale. Allo stesso tempo, all'interno della scuola sono presenti 23 centri scientifici, culturali e artistici come il Museo di pittura e scultura di Istanbul, il Padiglione di Tophane e il Centro culturale e artistico di Tophane-i Amire.
È tra le università preferite dagli studenti perché è l'istituto di formazione artistica e architettonica più affermato nella storia della Repubblica di Turchia.